# Тодор Джунов
Тодор Джунов (на македонска литературна норма: Тодор Џунов) е виден юрист от Република Македония, председател на Конституционния съд на Република Македония от 2000 до 2003 година.

## Биография
Роден е в 1931 година в тиквешкото село Ваташа, тогава в Кралство Югославия. В 1954 година завършва Юридическия факултет на Скопския университет „Кирил и Методий“, а в 1963 година защитава докторат в същия факултет на тема „Международно правно регулиране на използването на реките и езерата извън плаване“ (Меѓународно правно регулирање на користењето на реките и езерата вон пловидба). 38 година работи в Юридическия факултет в Скопие, от 1978 година е редовен професор, а в 1981 – 1983 година е декан на факултета. Ректор е на университета от 1985 до 1988 година.
Председател е на Обществото за научни дейности на Македония, арбитър е на външнотърговски арбитраж и на Съда за помирение и арбитраж на ОССЕ.
В 1994 година е избран за съдия в Коституционния съд на Република Македония, а в 2000 – 2003 година е негов председател.
Джунов е автор на над 100 научни труда, сред които „Външната политика на СФРЮ и необвързването“ (1989, Надворешна политика на СФРЈ и неврзувањето). Носител е на републиканската награда „11 октомври“ за „Международно регулиране на използването на водите“ (1979, Меѓународно регулирање на користењето на водите). Носител е и на Орден на труда и на Орден за заслуги за народа.